# بانفاغيا
العظاءة المنهومة (التسمية الثنائية:†Panphagia) هي جنس منقرض من الديناصورات القاعدية يتبع فصيلة عظايا غوايبا من رتبة شبيهات عظائيات الأرجل.